# Braunenberg (Schwäbische Alb)
Der Braunenberg ist ein 685,3 m ü. NHN hoher Berg östlich des Aalener Stadtbezirks Wasseralfingen auf der Ostalb. Er ist die markanteste Erhebung des Höhenzuges Flexner (48° 52′ N, 10° 8′ O, 725,4 m ü. NHN), dem er vorgelagert ist.

## Geografische Lage
Der Braunenberg ist Teil der östlichen Schwäbischen Alb und ihrer landschaftlich prägenden Schichtstufenlandschaft. Der Berg bietet eine Aussicht auf die Stadt und ins Remstal, zum Rosenstein, Stuifen und zum Hohenstaufen, die auch bei bewölkter Wetterlage als Silhouette zu erkennen sind. Außerdem besteht Sicht ins Kochertal, wo der Stadtteil Unterkochen und der Oberkochener Stadtteil Heide liegen.

## Geologie
Von der Seite betrachtet ist das stufenarteige Relief des Berges gut zu erkennen. Es ist geprägt durch die Schichten des Braunen und Weißen Jura. Diese Schichten wurden auf dem damaligen Meeresboden abgelagert, als das Gebiet von Meeren bedeckt war. Durch verschiedene klimatische und geologische Umstände von Zeit und Ort entstand im Braunen Jura auf dem Braunenberg die für Ostwürttemberg typische Eisensandstein-Formation. Die mächtigere Kalkstein-Schicht des Weißen Jura darüber bildete sich später in einem tropischen Meer mit Schwämmen und Korallenriffen. Durch die Hebung weiter Teile Süddeutschlands in der Kreidezeit stiegen die Schichten auch hier empor und stellten sich mit Gefälle nach Südosten schräg. Linienhafte Erosion und Entwässerung schufen das Tal des ursprünglich in Gegenrichtung laufenden Kochers (siehe Urbrenz) und das markante Relief des Braunenberges mit seinen typischen Schichtstufen an dessen östlichem Rand.

## Abbau der Rohstoffe
Von 1608 bis 1939 wurde im Braunenberg oolithisches und silizumhaltiges Eisenerz abgebaut, zuerst für die umliegenden Verhüttungsanlagen und ab 1671 für das Hüttenwerk Wasseralfingen. Mit einer Grubenbahn wurde das geförderte Material zu Tage gefahren und zunächst mit der ersten Zahnradbahn Deutschlands, ab 1924 mit Seilbahnen nach Wasseralfingen und ins Tal zum Hüttenwerk transportiert, wo es verarbeitet wurde. Wegen des Begleitstoffs taugte das Erz weniger gut zur Stahlherstellung und wurde zu spröderem Gusseisen verarbeitet. Der zur Verhüttung notwendige Kalkstein konnte aus der oberen Kalksteinschicht gebrochen und mit einer Verlängerung der Seilbahn zugefahren werden. Noch heute sind die fossilienreichen Kalksteinbrüche sichtbar, die Seilbahn dagegen wurde nach Schließung der Grube vollständig abgebaut; jedoch sind Fundamentreste entlang der ehemaligen Trasse noch heute zu finden.
Die Geschichte des Bergbaus am Braunenberg wurde 1979 mit dem Wasseralfinger Bergbaupfad dokumentiert. An diesem Lehrpfad befindet sich auch die ehemalige Grube „Wilhelm I.“, die seit 1987 ein „Tiefer Stollen“ genanntes Besucherbergwerk ist und auch als Heilstollen dient.

## Sendeturm
Südöstlich des Braunenbergs steht seit 1956 der Sender Aalen des Südwestrundfunks, der nicht nur die gesamte Region Ostwürttemberg mit Fernseh- und Radioprogrammen versorgt, sondern auch weit darüber hinaus zu empfangen ist.
Als Antennenträger dient ein 80 Meter hoher Stahlbetonturm, der mit dem aufgesetzten Antennenmast eine Gesamthöhe von 140 Metern erreicht.